# Pontoparta
Pontoparta is een geslacht van kreeftachtigen uit de klasse van de Ostracoda (mosselkreeftjes).

## Soorten
- Pontoparta hartmanni Keyser, 1975
- Pontoparta rara Vavra, 1901
- Pontoparta salina Harding, 1955